# Las Majadas, Ecuandureo
Las Majadas är en ort i Mexiko.   Den ligger i kommunen Ecuandureo och delstaten Michoacán de Ocampo, i den centrala delen av landet, 300 km väster om huvudstaden Mexico City. Las Majadas ligger 1 552 meter över havet och antalet invånare är 224.
Terrängen runt Las Majadas är kuperad åt sydväst, men åt nordost är den platt. Runt Las Majadas är det tätbefolkat, med 550 invånare per kvadratkilometer. Närmaste större samhälle är Zamora, 16,6 km söder om Las Majadas. I omgivningarna runt Las Majadas växer huvudsakligen savannskog.